# Mera-Poltik MDG-1

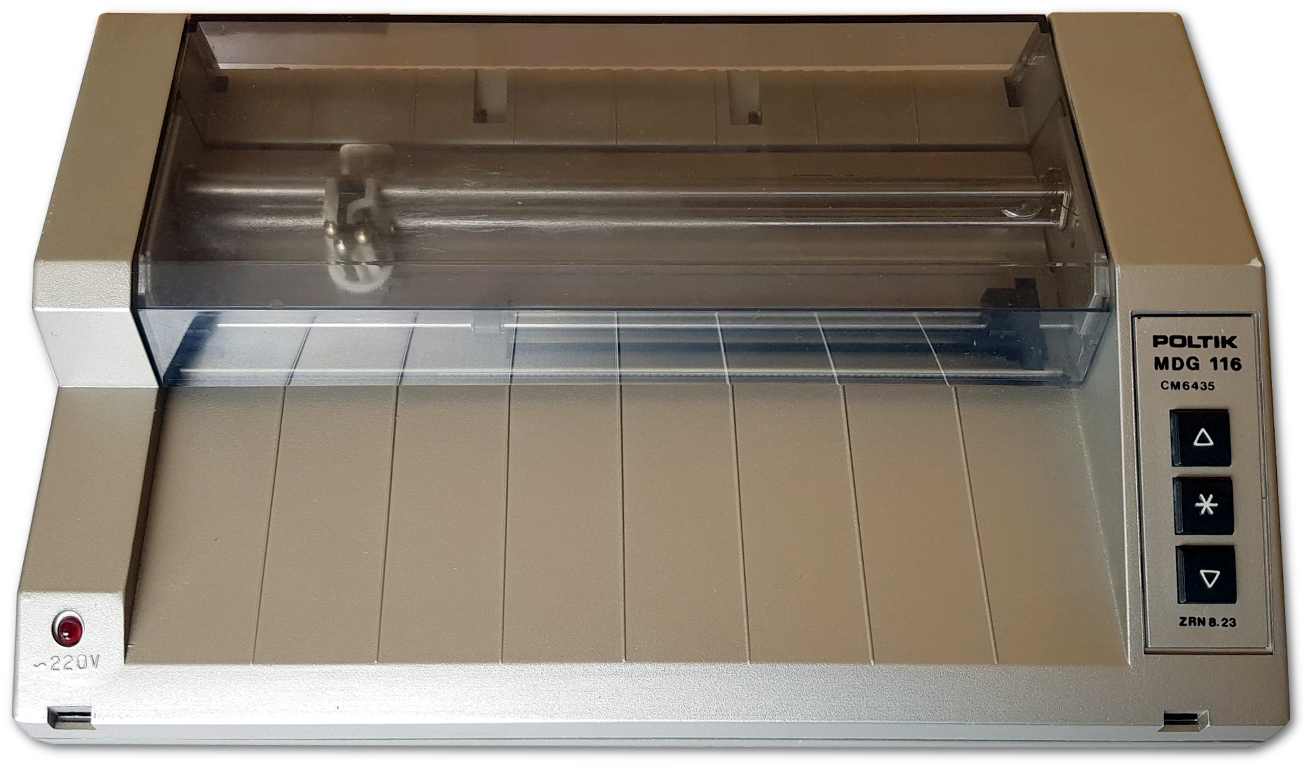

Mera-Poltik MDG-1 – ploter formatu A4 produkowany pod koniec lat 80 XX wieku przez Zakłady Mechanizmów Precyzyjnych Mera-Poltik w Łodzi. Urządzenie zostało stworzone przy współpracy Instytutu Systemów Sterowania w Katowicach.
Ploter był prezentowany w roku 1988 na targach Infosystem, a w roku 1989 na targach w Lipsku (NRD). W roku 1988 planowano wyprodukować 2000 sztuk. Nieznaną liczbę wyeksportowano do ZSRR.
Pod względem funkcjonalnym podobny do innych ploterów opartych na mechanizmach ALPS jak: Sharp CE-515P (ten również wzorniczo), Sony PRN-C41 oraz Atari 1020, Commodore 1520 i innych.
| Prędkość pisania znaków          | 4 znaki/s            |
| Prędkość kreślenia wzdłuż osi    | 57 mm/s              |
| Prędkość kreślenia po przekątnej | 81 mm/s              |
| Rozdzielczość                    | 0,2 mm               |
| Liczba kolorów                   | 4                    |
| Maksymalna szerokość papieru     | 216 mm               |
| Maksymalna długość papieru       | 6,5 m                |
| Interface                        | Centronics lub RS232 |
| Zasilanie                        | 220 V                |
| Pobór mocy                       | max 15 W albo 20 W   |
| Temperatura pracy                | 5–35 °C              |

## Interfejsy

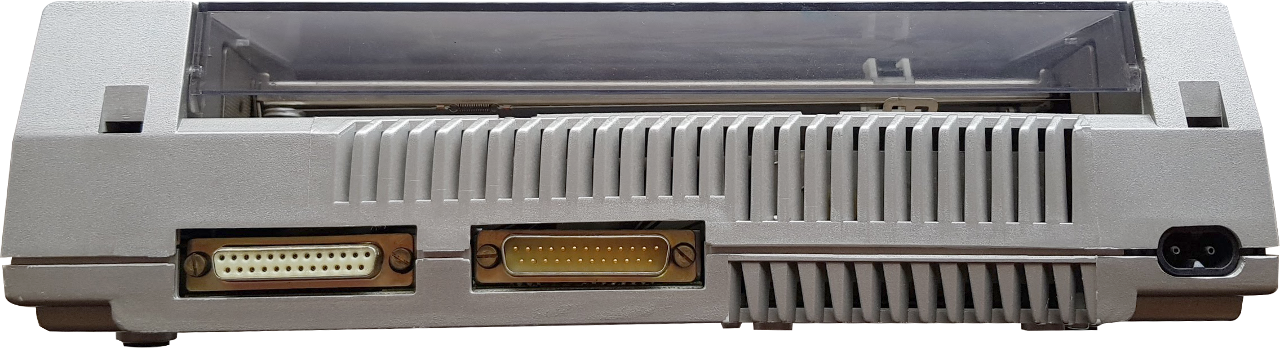
Wersja z dwoma interfejsami. Od lewej: Centronics, RS232

W zależności od wykonania, ploter był wyposażony w 1 lub 2 interfejsy komunikacyjne. Dodatkowe cyfry w oznaczeniu modelu oznaczały jego rodzaj.
| Oznaczenie       | Interfejs            |
| ---------------- | -------------------- |
| 01 lub 02        | tylko Centronics     |
| 03 lub 04        | tylko RS-232C        |
| 05 lub 06 lub 16 | Centronics i RS-232C |

Przykładowo oznaczenie MDG-116 to urządzenie wyposażone w dwa interfejsy szeregowy i równoległy.
Standardowe parametry łącza szeregowego RS-232C to 4800 bit/s 8N1.
Istniała teoretyczna możliwość wyposażenia plotera w inne interfejsy, jak np. ATARI SIO. Brak danych, czy takie wersje były dostępne na rynku.

## Zestaw znaków
Dostępny jest zestaw 222 znaków. Zawiera litery alfabetu łacińskiego w tym charakterystyczne dla języka polskiego, cyrylicę, litery greckie i semigrafikę.
| Kody znaków | Kody znaków     | Kody znaków     | Kody znaków     | Kody znaków     | Kody znaków     | Kody znaków     | Kody znaków     | Kody znaków     | Kody znaków     | Kody znaków     | Kody znaków     | Kody znaków     | Kody znaków     | Kody znaków     | Kody znaków     | Kody znaków     |
|             | x0              | x1              | x2              | x3              | x4              | x5              | x6              | x7              | x8              | x9              | xA              | xB              | xC              | xD              | xE              | xF              |
| ----------- | --------------- | --------------- | --------------- | --------------- | --------------- | --------------- | --------------- | --------------- | --------------- | --------------- | --------------- | --------------- | --------------- | --------------- | --------------- | --------------- |
| 0x          | Znaki kontrolne | Znaki kontrolne | Znaki kontrolne | Znaki kontrolne | Znaki kontrolne | Znaki kontrolne | Znaki kontrolne | Znaki kontrolne | Znaki kontrolne | Znaki kontrolne | Znaki kontrolne | Znaki kontrolne | Znaki kontrolne | Znaki kontrolne | Znaki kontrolne | Znaki kontrolne |
| 1x          | Znaki kontrolne | Znaki kontrolne | Znaki kontrolne | Znaki kontrolne | Znaki kontrolne | Znaki kontrolne | Znaki kontrolne | Znaki kontrolne | Znaki kontrolne | Znaki kontrolne | Znaki kontrolne | Znaki kontrolne | Znaki kontrolne | Znaki kontrolne | Znaki kontrolne | Znaki kontrolne |
| 2x          | SP              | !               | "               | #               | $               | %               | &               | '               | (               | )               | *               | +               | ,               | -               | .               | /               |
| 3x          | 0               | 1               | 2               | 3               | 4               | 5               | 6               | 7               | 8               | 9               | :               | ;               | <               | =               | >               | ?               |
| 4x          | @               | A               | B               | C               | D               | E               | F               | G               | H               | I               | J               | K               | L               | M               | N               | O               |
| 5x          | P               | Q               | R               | S               | T               | U               | V               | W               | X               | Y               | Z               | [               | \               | ]               | ^               | _               |
| 6x          | `               | a               | b               | c               | d               | e               | f               | g               | h               | i               | j               | k               | l               | m               | n               | o               |
| 7x          | p               | q               | r               | s               | t               | u               | v               | w               | x               | y               | z               | {               | \|              | }               | ~               | ☒               |
| 8x          | ▁               | ▂               | ▃               | ▄               | ▅               | ▆               | ▇               | ▏               | ▎               | ▍               | ▌               | ▋               | █               | ☐               |                 |                 |
| 9x          | ┼               | ┴               | ┬               | ┤               | ├               | ⎺               | ─               | ⎯               | ⎸               | │               | ⎹               | ┌               | ┐               | └               | ┘               | °               |
| Ax          | α               | æ               | β               | γ               | σ               | ξ               | η               | λ               | ε               | π               | τ               | φ               | ψ               | ω               | Ą               | Ć               |
| Bx          | Ę               | Ł               | Ń               | Ś               | Ó               | Ż               | Ź               | ą               | ć               | ę               | ł               | ń               | ó               | ś               | ż               | ź               |
| Cx          | ю               | а               | б               | ц               | д               | е               | ф               | г               | х               | и               | й               | к               | л               | м               | н               | о               |
| Dx          | п               | я               | р               | с               | т               | у               | ж               | в               | ь               | ы               | з               | ш               | є               | щ               | ч               | ъ               |
| Ex          | Ю               | А               | Б               | Ц               | Д               | Е               | Ф               | Г               | Х               | И               | Й               | К               | Л               | М               | Н               | О               |
| Fx          | П               | Я               | Р               | С               | Т               | У               | Ж               | В               | Ь               | Ы               | З               | Ш               | Є               | Щ               | Ч               | Ъ               |

## Sterowanie
Obsługuje podzbiór komend języka sterowania Roland DXY. Możliwe jest drukowanie bezpośrednio z programów które obsługują ten standard.
Po włączeniu ploter znajduje się w trybie graficznym. Przełączanie do trybu tekstowego odbywa się przez wysłanie
kodu DC1 lub Z. Powrót do trybu graficznego kod DC2.
Jeden krok to 0,1 mm.
| Instrukcja           | Parametry    | Opis |
| -------------------- | ------------ | --- |
| Z                    |              | Przełączenie do trybu tekstowego i przesunięcie pisaka do lewej strony.                                                                            |
| H                    |              | Ustaw pisak w pozycji początkowej. |
| F                    |              | Przyjmij aktualną pozycję pisaka jako punkt początkowy.                                                                                            |
| Jn                   | n=1-4        | Zmiana koloru pisaka. 1–czarny, 2–niebieski, 3–zielony, 4–czerwony.                                                                                |
| P                    | ciąg znaków  | Rysuje znaki w trybie graficznym. Ciąg znaków musi być zakończony CR.                                                                              |
| Qn                   | n=0–3        | Zmiana kierunku rysowania znaków. 0–z lewej do prawej, 1–z dołu do góry, 2–z prawej do lewej, 3–z góry na dół.                                     |
| Sn                   | n=0–3        | Zmienia rozmiar znaków, 0–2,4 mm, 1–4,8 mm, 2–9,6 mm, 3–19,2 mm.                                                                                   |
| Ln                   | n=0–15       | Zmienia rodzaj linii. 0–linia ciągła, pozostałe wartości różnego rodzaju linie przerywane.                                                         |
| Dx1,y1,..,xn,yn      | pary (x,y)   | Rysuje linię od aktualnego położenia pisaka do punktu o współżędnych absolutnych (x1,y1) następnie do kolejnego punktu aż do xn,yn.                |
| IΔx1,Δy1,...,Δxn,Δyn | pary (Δx,Δy) | Rysuje linię od aktualnego położenia pisaka do punktu odległego od niego o (Δx1,Δy1) następnie do kolejnego punktu aż do (Δxn,Δyn).                |
| Mx1,y1,..,xn,yn      | pary (x,y)   | Przesuwa pisak bez rysowania linii od aktualnego położenia do punktu o współżędnych absolutnych (x1,y1) następnie do kolejnego punktu aż do xn,yn. |
| RΔx1,Δy1,...,Δxn,Δyn | pary (Δx,Δy) | Przesuwa pisak bez rysowania linii do punktu odległego od niego o (Δx1,Δy1) następnie do kolejnego punktu aż do (Δxn,Δyn).                         |

### Kody sterujące
| Znak | Kod | Opis                                                 |
| ---- | --- | ---------------------------------------------------- |
| BS   | 10  | Cofnięcie o jeden znak.                              |
| LF   | 10  | Przesuń pisak do nowej linii.                        |
| LU   | 11  | Przesuń pisak do poprzedniej linii.                  |
| CR   | 13  | Przesuń pisak do lewej krawędzi.                     |
| SO   | 14  | Przełączenie do zestawu znaków o kodach powyżej 127. |
| SI   | 15  | Przełączenie do zestawu znaków o kodach poniżej 128. |
| DC1  | 17  | Przejście do trybu tekstowego.                       |
| DC2  | 18  | Przejście do trybu graficznego.                      |
| NC   | 29  | Zmiana koloru na następny.                           |
| SP   | 32  | Przesunięcie pisaka o 1 znak.                        |

Kod SO umożliwia drukowanie znaków o kodach 128–255 przy współpracy z 7 bitowym interfejsem komunikacyjnym, jak np. w komputerach Amstrad CPC. Dodatkowo ułatwia przesyłanie tekstów zapisanych cyrylicą, znaki alfabetu łacińskiego zostaną automatycznie zamienione na kody powyżej 127.

## Klawisze[1]
Po prawej stronie obudowy znajdują się 3 klawisze. Naciśnięcie klawisza funkcyjnego ✱, a po nim innego klawisza (w ciągu 2 s) umożliwia
uruchomienie dodatkowych funkcji.
| △     | wysuw papieru         |
| ✱     | klawisz funkcyjny     |
| ▽     | wysuw papieru do tyłu |
| ✱ + △ | test wewnętrzny       |
| ✱ + ▽ | zmiana koloru pisaka  |

## Pisaki

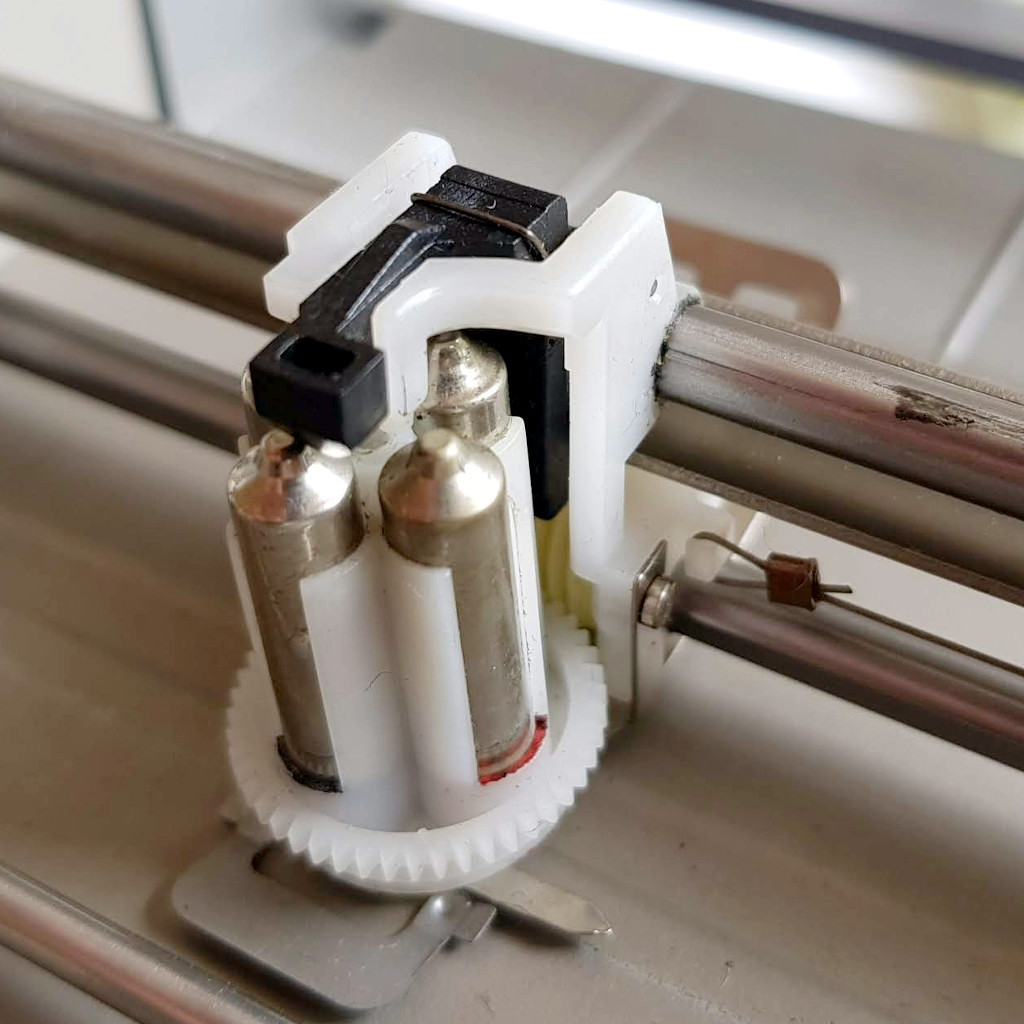
Mechanizm rewolwerowy z 4 pisakami

Ploter może rysować używając jednego z 4 dostępnych pisaków które osadzone są w mechanizmie rewolwerowym. Standardowo dostępne są kolory: czarny, czerwony, niebieski i zielony.
Typ pisaków jest taki sam jak w podobnych ploterach bazujących na mechanizmach ALPS (patrz wcześniej wymienione).
Pisaki sprzedawane były w zestawach po 4 sztuki. Oznaczenia pisaków różnych producentów:
- zestaw 4 kolorowy (czarny, czerwony, niebieski, zielony): Sharp EA–850B, Atari BX204
- zestaw 4 czarnych pisaków: Sharp EA–850C, Atari BX4206

## Budowa[2]
Układ sterujący plotera zbudowany jest w oparciu o procesor Zilog Z80 lub jego wersję produkowaną w NRD U880. Program sterujący zapisany jest w 8 KiB pamięci EPROM. Ma on do dyspozycji 512 bajtów dostępnych w pamięci statycznej RAM.
Obsługą klawiatury, przełącznika szerokości papieru oraz transmisję danych przez interfejsy szeregowy i równoległy zajmuje się programowalny układ wejścia/wyjścia 8255. Posiada on 24 linie które mogą być dowolnie skonfigurowane jako wejścia lub wyjścia cyfrowe. Ich użycie było następujące:
Centronics
- port A, 8 linii danych Centronics (wejścia)
- port B, 3 linie sterujące Centronics: BUSY, ACK (wyjście) i STROBE (wejście)

RS-232C
- port B, sygnał CTS (wyjście)
- port C, sygnał RX (wejście)

Klawiatura
- port C, 3 linie wejściowe do obsługi klawiatury

Przełącznik szerokości papieru
- port C, 4 linie wejściowe

Port A pracuje w trybie 1, Port B w trybie 0.

### Układ mechaniczny
Ploter wyposażony jest w 3 unipolarne silniki krokowe. Odpowiadają one za przesuwanie papieru w osi Y, ruch pisaka w osi X i zmianę pisaka.
Zmieniając algorytm sterowania, można zwiększyć rozdzielczość do 0,1 mm, ale opcja ta nie jest dostępna dla użytkownika końcowego.